# Apostolische constitutie

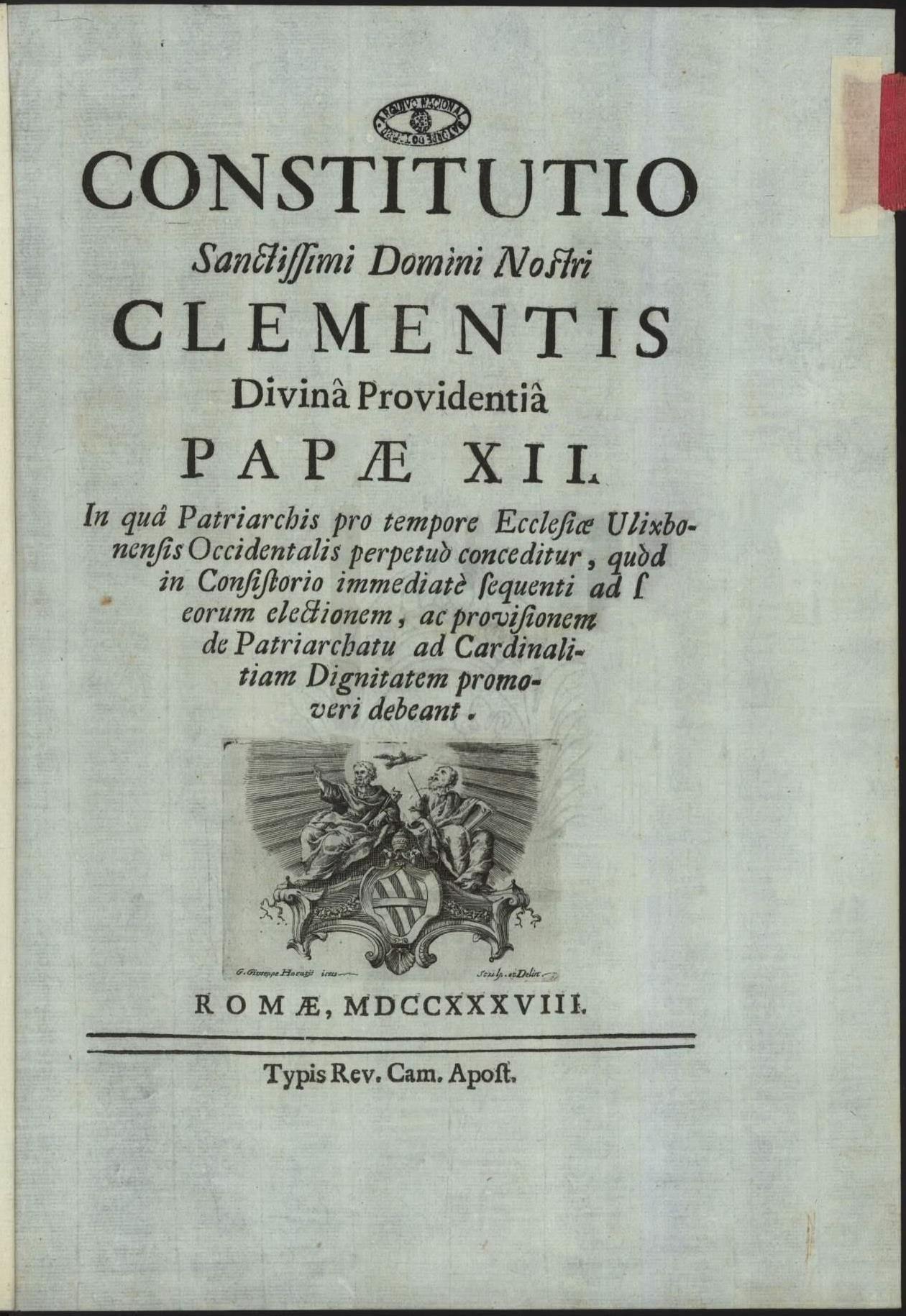
Inter praecipuas apostolici ministerii

Een apostolische constitutie (Latijn: constitutio apostolica) is een wetgevend document in de Katholieke Kerk in de plechtigste vorm en met betrekking tot leerstellige of disciplinaire zaken van groot gewicht, zoals het oprichten van een bisdom, het voorschrijven van een liturgisch boek, de promulgatie van de Codex Iuris Canonici, de regeling van canonisatieprocessen of regelingen voor en van de Romeinse Curie. Ook voor de dogmaverklaring van 1950 (Tenhemelopneming van Maria) was de vorm van een constitutie (Munificentissimus Deus) gekozen.
Aan de Constitutiones Apostolorum ligt waarschijnlijk de Traditio Apostolica van Hippolytus van Rome ten grondslag.